# Louis Valtat

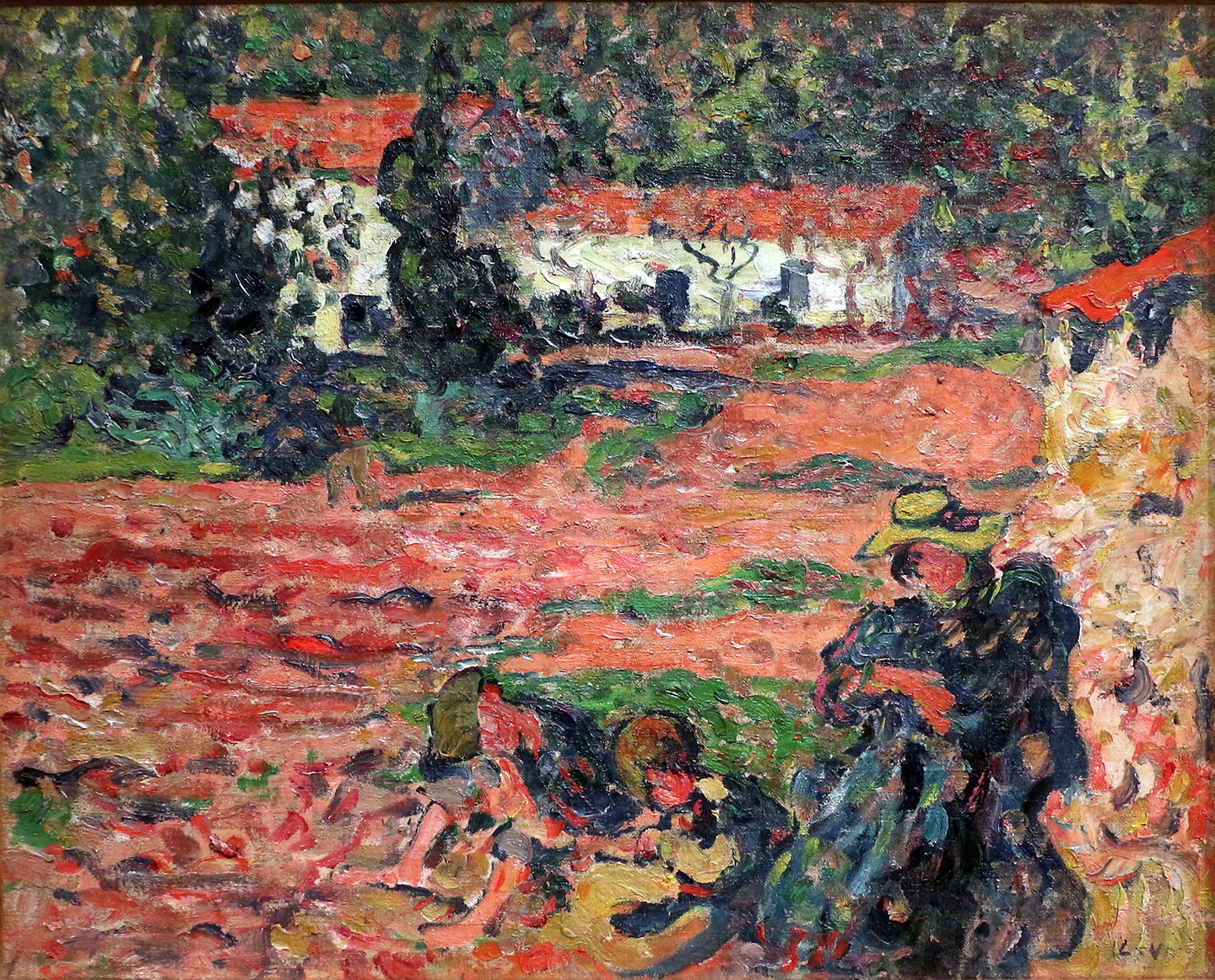
Krajina, ukázka fauvismu, olej na plátně, Museum, Louisville, Kentucky

Květiny před zrcadlem

Louis Valtat (8. srpna 1869, Dieppe (Seine-Maritime), Normandie – 2. ledna 1952, Paříž, Francie) byl francouzský malíř a grafik, ovlivněný impresionismem a fauvismem. Poprvé vystavoval své obrazy v roce 1905 na pařížském Podzimním salonu. Je považován za klíčovou postavu přechodu stylu malby od Moneta k Matissovi.

## Životopis
Louis Valtat se narodil 8. srpna 1869 v Dieppe, což je francouzská oblasti Normandie. Narodil se v bohaté rejdařské rodině. Dětství strávil ve Versailles na předměstí Paříže, kde také absolvoval střední školu v Lycée Hoche (poblíž Versailleského paláce). Zájem o uměníu něho podporoval otec, amatérský malíř krajinář. V 17 letech se rozhodl pro kariéru umělce a podal si přihlášku na École des Beaux-Arts v Paříži. Byl přijat a v roce 1887 se přestěhoval do Paříže, kde studoval u známých akademických malířů Gustava Boulangera (1824–1888), Julesa Lefebvra (1836–1911) a později u Jeana-Josepha Benjamin-Constanta.
Valtat ve studiu pokračoval na Académie Julian  u Julesa Duprého (1811–1889), malíře krajináře barbizonské školy. Mezi jeho spolužáky byl Albert André (1869–1954), který se jeho stal blízkým přítelem, dále Maurice Denis (1870–1943), Pierre Bonnard (1867–1947) a Édouard Vuillard (1868–1940). Poslední tři patřili do skupiny, která si říkala „Nabis“ (podle hebrejského slova znamenajícího proroky). Byli ovlivněni syntetickou metodou malby Paula Gauguina (1848–1903) založenou na použití jednoduchých forem, čistých barev a velkých vzorů. Valtat se sice k tomuto stylu malby nepřiklonil, ale od těchto umělců se mnohému naučil.
V roce 1890, po získání ceny Jauvin d’Attainville, založil Valtat vlastní studio na ulici La Glaciere v Paříži. Debutoval v roce 1893 v Salonu nezávislých umělců, kde vystavil několik obrazů zobrazujících pouliční scény ze sousedství jeho uměleckého studia. Jeden z těchto obrazů s názvem Sur Le Boulevard z roku 1893 ocenil i umělecký kritik Félix Fénéon. Během tohoto raného období své kariéry používal Valtat spontánní lehké dotyky impresionismu (i když s ohraničenými objekty) a barevné tečky, styl nalezený v pointilismu. Dva příklady představující Valtatovo dílo během tohoto období jsou obrazy Čluny (Péniches) z roku 1892 a Jabloně (Pommiers) z roku 1894. Podle uměleckých kritiků obraz Čluny má impresionistické ztvárnění pohyblivých odrazů vlnící se vody, zatímco obraz Jabloně „oslovuje oslnivou brilantností prosluněných červených a žlutých, umocněných tečkami zelené barvy“.
Valtat během své kariéry hojně vystavoval. V roce 1894 spolupracoval s Henri de Toulouse-Lautrecem a Albertem Andrém na vytvoření dekorací pro inscenaci Zolovy novely „ L'Œuvre"( Mistrovské dílo - obraz uměleckého snažení Paříže z roku 1886 je čtrnáctý román Émile Zoly ze série Les Rougon-Macquart).
Valtat trpěl tuberkulózou a strávil mnoho podzimních a zimních období na pobřeží Středozemního moře v Banyuls, Antheor a Saint-Tropez. Počínaje rokem 1900 podnikl Valtat několik cest na kole, navštěvoval Auguste Renoira v Maison de la Poste v Cagnes-sur-Mer. Tam Valtat vytvořil několik portrétních kreseb Renoira, podle nichž Valtat vytvořil dřevoryt, a oba umělci spolupracovali na soše Cézanna. Dalším jeho přítelem byl Paul Signac, kterého také často navštěvoval. Cestoval v malém autíčku typu "Voiturette" Léona Bollée, které získal kolem roku 1904 od Signaca výměnou za svůj obraz Ženy na pobřeží. Během svého pobytu v blízkosti Středozemního moře Valtat zintenzívnil používání barev a začal vyjadřovat své fauvistické tendence, zejména v malbě mořských krajin. Historička umění Natalie Henderson Lee identifikuje Valtata jako „proto-fauve“, i když zůstal poněkud stranou skupiny fauvistů stejně tak jako kdysi zůstal stranou skupiny Nabis. Nikdy nepřijal jejich extrémní smělost v zacházení s formou a barvou.
Po roce 1914 působil v Paříži a v oblastech poblíž Rouenu a Versailles.
Maloval květiny, krajiny a scény současného života a vytvořil mnoho tisků. Valtat pokračoval v malování až do roku 1948, kdy glaukom, kterým několik let trpěl, vedl ke ztrátě zraku. Zemřel 2. ledna 1952 v Paříži.

## Výstavy ve Francii
- Salon des Indépendants, 1896 až 1901
- Salon des Cent, 1894
- Salon d'automne, 1903 až 1907
- Salon Společnosti výtvarných umění, Nice, 1927, 1928.

## Výstavy ve světě
- Paříž, galerie Paula Durand-Ruela, 1899.
- Brusel, Salon de La Libre Esthétique, 1900.
- Vídeň, Gebaüde der Secession, 1903.
- Drážďany, Kunst Salon Ernst Arnold, 1906.
- Moskva, Treťjakovská galerie, 1908.
- Ženeva, Petit Palais, retrospektiva, 26. července – 21. září 1969.
- Turín, Galleria d'Arte Pirra, 1974.
- Saint-Tropez, Musée de l'Annonciade, 1989.
- Musée des Beaux-Arts, Bordeaux, 19. května – 27. srpna 1995[9].
- Musée d'Art moderne de la ville de Paris, 1999.
- Les Baux-de-Provence, Muzeum Yves Brayer, 2010.
- Lodève, Muzeum Fleury, 2011.